# Aires Ali
Aires Bonifácio Baptista Ali (nascido em 6 de dezembro de 1955), no distrito de Sanga, província nortenha de Niassa, foi o primeiro-ministro de Moçambique de 2010 a 2012, tendo tomado posse no dia 16 de Janeiro de 2010. É professor de profissão. Foi governador da Província de Niassa (1994-1999), da Província de Inhambane (2000-2005) e Ministro da Educação (2005-2010). Foi exonerado do cargo de primeiro-ministro em 8 de Outubro de 2012, sendo substituído por Alberto Clementino Vaquina.